# دلفين دو صابرو
دلفين دو صابرو.(بالفرنسية: Delphine de Sabran)‏، ولدت سنة 1284 في منطقة بروفانس التي هي الآن جزء لفرنسا، وتوفيت في 26 نوفمبر 1358، عاش في التعليم الفرنسيسكان لمعظم حياتها.